# Thereva ziegleri
Thereva ziegleri är en tvåvingeart som beskrevs av Holston 2008. Thereva ziegleri ingår i släktet Thereva och familjen stilettflugor.
Artens utbredningsområde är Italien. Inga underarter finns listade i Catalogue of Life.